# Kangis
Kangis är en ort i Överkalix kommun, Norrbottens län.
Kangis lär ha funnits sedan 1700-talet och eventuellt än längre. Tidigare har orten haft ett garveri, skomakeri och gästgiveri. Den så kallade "Kronbodan", som ligger cirka 5 kilometer från orten, byggdes under början av 1900-talet och användes som landstormsbarack. 1982 köptes den av kommunen och byggdes om till bagarstuga innan den 1997 såldes till Kanigs Intresseförening. Idag används den som bagarstuga under perioden maj-september. I augusti 2016 fanns det enligt Ratsit 30 personer över 16 år registrerade med Kangis som adress.